# Coprosma neglecta
Coprosma neglecta är en måreväxtart som beskrevs av Thomas Frederic Cheeseman. Coprosma neglecta ingår i släktet Coprosma och familjen måreväxter. Inga underarter finns listade i Catalogue of Life.